# Tadeusz Milewski (społecznik)
Tadeusz Milewski (ur. 13 grudnia 1938 w Białymstoku, zm. 10 maja 2020 w Olsztynie) – polski działacz społeczny, medalista paraolimpijski.

## Życiorys
Syn Zygmunta i Heleny. W młodości trenował biegi średnie w olsztyńskich klubach Budowlani i Gwardia, na mistrzostwach Polski w 1966 wywalczył brązowy medal w biegu na 5000 metrów. W 1972 w wyniku wypadku utracił wzrok. Powrócił do sportu, trenując głównie rzut dyskiem i rzut oszczepem. Na Letnich Igrzyskach Paraolimpijskich w 1976 zdobył brązowy medal w jednej z kategorii rzutu dyskiem.
Od czasu wypadku był zaangażowany w działalność społeczną w ramach Polskiego Związku Niewidomych. W 1975 został dyrektorem okręgu PZN w Olsztynie. Był przewodniczącym stowarzyszenia „Cross”, a także współzałożycielem i dyrektorem ośrodka rehabilitacyjno-leczniczego „Labirynt”. Był również prezesem Warmińsko-Mazurskiego Sejmiku Osób Niepełnosprawnych w Olsztynie. W 2014 bez powodzenia kandydował do sejmiku warmińsko-mazurskiego z listy Platformy Obywatelskiej.

## Odznaczenia
- Krzyż Komandorski Orderu Odrodzenia Polski (2013)[8]
- Krzyż Oficerski Orderu Odrodzenia Polski (2001)[9]